# 亚斯佩尔·派科宁
约纳·亚斯佩尔·派科宁（1980年7月15日—），芬兰影视演员及企业家。
派科宁在芬兰影视业从影20多年。他在国际上的首次露面是2015年在历史剧《维京传奇》中出演“黑面”哈夫丹。接着他在斯派克·李执导的犯罪戏剧片《黑色党徒》（2018）出演。接下来，他将要在即将开拍的《黑暗塔》电视系列剧中演出，该剧是根据斯蒂芬·金的同名小说改编的。2020年出演斯派克·李战争剧情片《誓血五人组》。